# Hugo Emil Kjellberg
Hugo Emil Kjellberg, född 8 oktober 1875 i Stockholm, död 16 juni 1950, var en svensk redaktör.
Kjellberg var son till redaktören Isidor Kjellberg som gav ut tidningen Östgöten i Linköping. Redan 1890 var han medarbetare i faderns tidning. År 1894 blev han redaktionssekreterare och efter faderns bortgång 1895 redaktör. I april 1902 lämnade han Östgöten och flyttade till Helsingborg för att bli redaktionssekreterare på Öresunds-Posten. I september 1905 återvände han till Linköping och återtog redaktörskapet för Östgöten.
År 1909 flyttade Kjellberg till Stockholm för att bli redaktionssekreterare vid Afton-Tidningen. I mars 1913 anställdes han av Svenska Dagbladet. Han var bland annat mångårig redaktör för Svenska Dagbladets årsbok från 1929. Han pensionerades från tidningen 1938, men fortsatte som redaktör för årsboken fram till 1943.